# 鹿児島高齢夫婦殺害事件
鹿児島高齢夫婦殺害事件（かごしま こうれいふうふさつがいじけん）は、2009年（平成21年）6月19日に鹿児島県鹿児島市下福元町で発生した強盗殺人事件である。

## 概要
2009年（平成21年）6月19日夜、鹿児島市下福元町の民家において老夫婦がスコップで滅多打ちにされ殺害された。ガラスが割られていたことから、鹿児島県鹿児島南警察署は何者かが外部から侵入したとみて殺人事件と断定。司法解剖を行った結果、死因はともに頭や顔を強打されたことによる脳障害と判明した。傷跡から凶器はスコップと断定してスコップの遺留指紋から鹿児島県警察は被疑者として6月29日に元大工の男性Sを逮捕した。7月20日に鹿児島地方検察庁はSを強盗殺人、住居侵入罪で起訴。Sは捜査段階から犯行を一貫して否認し、弁護側は凶器となるスコップに指紋がなく、被告が犯人となる直接証拠はないと主張。被告とは別の不審者の目撃情報があり、室内にあった現金が手付かずであったことや被害者への攻撃が執拗であることから、強盗目的では無く被害者の顔見知りによる怨恨が動機であり、元大工と被害者は接点が無いので犯人ではないと主張した。検察側は侵入口とされる網戸に被告のDNA型と一致する細胞片が採取されたこと、物色されたタンスなどから検出された指紋も被告のものと一致することを挙げた。本件は裁判員裁判にかけられ審理は40日に及んだ。
2010年（平成22年）12月10日、鹿児島地方裁判所（平島正道裁判長）は判決で現場から発見された指紋やDNAの採取時の写真が一切なく、検察側の立証の甘さを指摘。Sが被害者宅に行ったことがあるのは事実だが、犯人が指紋により現場に立ち入ったことは推測できるものの殺害にかかわったとは断定できないこと、凶器とみられるスコップには指紋が検出されなかったこと、貴重品は盗まれておらずスコップで何十回と殴られていることから強盗目的ではなく怨恨が疑われ、強盗殺人とするには疑いが残ること、スコップには何回も殴った後が見られるが当時約70歳のSが何十回も振り下ろせるのかという疑問などから死刑求刑に対しSに無罪判決を言い渡した。
2010年（平成22年）12月22日、検察側が控訴 、福岡高等裁判所宮崎支部で審理が行われ判断が待たれていた。ところが翌年3月10日、Sが自宅の布団の中で心肺停止状態で発見され、その後死亡が確認された。これにより3月27日刑事訴訟法に基づき公訴棄却され、事件は実質未解決事件となった。

## 補足
- 本事件は裁判員裁判としては初の死刑求刑事件の無罪判決だが、最高裁に記録の残る1958年以降、死刑求刑された事件での一審での無罪判決は本件を加えても過去に9件のみしかない（再審を除く）。またこの事件の判決の後、平野母子殺害事件で10件目の無罪判決が出た。詳細は死刑求刑に対する一審無罪判決の一覧を参照。
- 本事件の一審で費やされた審理日数39日は裁判員裁判においては当時最長であった（その後姫路監禁殺害事件の首謀者に対する審理期間の207日が最長となる）[8]。